# Thierry Icart
Pour les articles homonymes, voir Icart.
Thierry Icart, né le 25 juillet 1968 à Saint-Girons, est un coureur de fond français spécialisé en course en montagne. Il est double champion de France de course en montagne et a terminé troisième du Grand Prix alpin 1998.

## Biographie
Thierry devient champion de France de course en montagne en 1990 à Font-Romeu en battant le champion sortant Aimé Arnaud. Il termine douzième à Telfes pour sa première participation au Trophée mondial de course en montagne. Il s'illustre également dans les courses de montagne suisses et remporte le Grand Prix de la montagne, tenu en Suisse.
Il connaît une excellente saison 1993 en Coupe internationale de la montagne (CIME) et remporte notamment sa deuxième victoire à Neirivue-Moléson. En tête du classement, il décline l'invitation de la Fédération française d'athlétisme pour participer au Trophée mondial de course en montagne à Gap, préférant courir Ovronnaz-Rambert qu'il remporte. Il remporte ainsi le classement de la CIME.
Il remporte son second titre national en 1995 à Chamonix en remportant le cross du Mont-Blanc avec un parcours spécialement aménagé pour l'occasion,.
Il se classe troisième du Grand Prix alpin 1998 grâce à une saison consistante dont une troisième place à la course de Schlickeralm.
Dans son département d'origine, il participe pour la première fois au marathon du Montcalm en 2009 et remporte la victoire.

## Palmarès
| no  | masculin           | Course                                                 | Longueur | Départ            | Temps           |
| --- | ------------------ | ------------------------------------------------------ | -------- | ----------------- | --------------- |
| 1re | Médaille d'or      | Championnats de France de course en montagne           | 14 km    | 19 août 1990      | 1 h 1 min 8 s   |
| 10e | 10e                | Trophée mondial de course en montagne - Parcours court | 11,3 km  | 8 septembre 1991  | 55 min 59 s     |
| 1re | Médaille d'or      | Ascension du Mont Faron                                | 14,7 km  | 19 avril 1992     | 50 min 16 s     |
| 1re | Médaille d'or      | Neirivue-Moléson                                       | 20 km    | 16 août 1992      | 1 h 34 min 7 s  |
| 2e  | Médaille d'argent  | Cross du Mont-Blanc                                    | 23 km    | 4 juillet 1993    | 1 h 48 min 13 s |
| 1re | Médaille d'or      | Neirivue-Moléson                                       | 20 km    | 15 août 1993      | 1 h 34 min 39 s |
| 1re | Médaille d'or      | Cross du Piton des Neiges                              | 11 km    | 1er mai 1994      | 1 h 31 min 2 s  |
| 1re | Médaille d'or      | Die-Col de Rousset                                     | 21,2 km  | 8 mai 1994        | 1 h 19 min 40 s |
| 2e  | Médaille d'argent  | Cross du Mont-Blanc                                    | 21 km    | 3 juillet 1994    | 1 h 52 min 35 s |
| 1re | Médaille d'or      | Challenge Stellina                                     | 14,5 km  | 21 août 1994      | 1 h 22 min 27 s |
| 1re | Médaille d'or      | Die-Col de Rousset                                     | 21,2 km  | 8 mai 1995        | 1 h 19 min 43 s |
| 1re | Médaille d'or      | Championnats de France de course en montagne           | 19 km    | 2 juillet 1995    | 1 h 33 min 33 s |
| 2e  | Médaille d'argent  | Cross du Mont-Blanc                                    | 21 km    | 7 juillet 1996    | 1 h 45 min 39 s |
| 3e  | Médaille de bronze | Course du Cervin                                       | 12 km    | 25 août 1996      | 59 min 23 s     |
| 1re | Médaille d'or      | Cross du Piton des Neiges                              | 13,6 km  | 4 mai 1997        | 1 h 45 min 18 s |
| 8e  | 8e                 | Trophée européen de course en montagne                 | 9,5 km   | 6 juillet 1997    | 52 min 9 s      |
| 2e  | Médaille d'argent  | Challenge Stellina                                     | 14,5 km  | 24 août 1997      | 1 h 23 min 32 s |
| 10e | 10e                | Trophée mondial de course en montagne                  | 11,6 km  | 7 septembre 1997  | 56 min 10 s     |
| 2e  | Médaille d'argent  | Cross du Piton des Neiges                              | 13,6 km  | 3 mai 1998        | 1 h 45 min 45 s |
| 10e | 10e                | Trophée européen de course en montagne                 | 13,2 km  | 5 juillet 1998    | 55 min 5 s      |
| 3e  | Médaille de bronze | Course de Schlickeralm                                 | 11,2 km  | 9 août 1998       |                 |
| 2e  | Médaille d'argent  | Cross du Piton des Neiges                              | 13,6 km  | 2 mai 1999        | 1 h 45 min 9 s  |
| 1re | Médaille d'or      | Neirivue-Moléson                                       | 10,6 km  | 1er juin 2001     | 1 h 3 min 13 s  |
| 2e  | Médaille d'argent  | Montée du Salève                                       | 12,3 km  | 8 juin 2003       | 1 h 0 min 45 s  |
| 2e  | Médaille d'argent  | Le Bélier                                              | 27 km    | 2003              | 1 h 55 min 13 s |
| 1re | Médaille d'or      | Dreizinnen-Marathon                                    | 21 km    | 14 septembre 2003 | 1 h 47 min 58 s |
| 1re | Médaille d'or      | Le Bélier                                              | 27 km    | 29 août 2004      | 1 h 56 min 27 s |
| 3e  | Médaille de bronze | Dreizinnen-Marathon                                    | 21 km    | 12 septembre 2004 | 1 h 48 min 23 s |
| 1re | Médaille d'or      | Cross du Mont-Blanc                                    | 23 km    | 29 juin 2008      | 2 h 8 min 23 s  |
| 3e  | Médaille de bronze | Cross du Piton des Neiges                              | 15,36 km | 3 mai 2009        | 1 h 59 min 32 s |
| 1re | Médaille d'or      | Marathon du Montcalm                                   | 42 km    | 22 août 2009      | 4 h 53 min 22 s |